# Condado de Charlevoix
El condado de Charlevoix (en inglés: Charlevoix County, Míchigan), fundado en 1869, es uno de los 83 condados del estado estadounidense de Míchigan. En el año 2000 tenía una población de 26.090 habitantes con una densidad poblacional de 75 personas por km². La sede del condado es Charlevoix.

## Geografía
Según la Oficina del Censo, el condado tiene un área total de 3603 km² (1391,1 mi²), de la cual 1080 km² (417 mi²) es tierra y 2523 km² (974,1 mi²) es agua.

## Condados adyacentes
- Condado de Mackinac norte
- Condado de Cheboygan y Condado de Emmet noreste
- Condado de Otsego sureste
- Condado de Antrim sur
- Condado de Leelanau suroeste
- Condado de Schoolcraft noroeste

## Demografía
En el 2000 la renta per cápita promedia del condado era de $39,788, y el ingreso promedio para una familia era de $42,260. El ingreso per cápita para el condado era de $20,130. En 2000 los hombres tenían un ingreso per cápita de $32,457 frente a los $22,447 que percibían las mujeres. Alrededor del 8.00% de la población estaba bajo el umbral de pobreza nacional.

## Lugares

### Ciudades
- Boyne City
- Charlevoix
- East Jordan

### Villas
- Boyne Falls

### Lugar designado por el censo
- Advance
- Bay Shore
- Ironton
- Horton Bay
- Norwood
- Walloon Lake
- St. James

### Municipios
| - Municipio de Bay - Municipio de Boyne Valley - Municipio de Chandler - Municipio de Charlevoix | - Municipio de Evangeline - Municipio de Eveline - Municipio de Hayes - Municipio de Hudson | - Municipio de Marion - Municipio de Melrose - Municipio de Norwood - Municipio de Peaine | - Municipio de South Arm - Municipio de St. James - Municipio de Wilson |